# Kristina Krepela
Kristina Krepela, née le 4 septembre 1979 en Croatie, est une actrice croate.

## Biographie
Elle a été formée à l'Académie d'Art dramatique de Zagreb.

## Filmographie
- 2003 : Leptir de Goran Legovic
- 2004 : La Femme mousquetaire (La Femme Musketeer) (feuilleton télévisé) : princesse Maria Theresa
- 2005 : Ljubav u zaleđu (série télévisée) : Ivana Majdak (58 épisodes, 2005-2006)
- 2006 : Montaza - Razglednica iz Hrvatske de Ivona Juka
- 2007 : The Hunting Party de Richard Shepard : Marda